# Tân Hóa, Lâu Để
Tân Hóa (chữ Hán giản thể: 新化县) là một huyện thuộc địa cấp thị Lâu Để tỉnh Hồ Nam, Cộng hòa Nhân dân Trung Hoa. Huyện này có diện tích 3567 ki-lô-mét vuông, dân số năm 2002 là 1.291.626 người. Tân Hóa nằm ở trung lưu sông Tư. Huyện này được thành lập năm 1072 vào thời Bắc Tống. Kinh tế chủ yếu là nông nghiệp và lâm nghiệp. Về mặt hành chính, huyện này được chia thành 7 trấn, 19 hương. Huyện lý đóng ở trấn Thượng Mai.
Tân Hóa giáp các đơn vị cấp huyện: tây giáp Tự Phố, nam giáp Long Hồi và Tân Thiêu, đông giáp Lãnh Thủy Giang và Liên Nguyên.